# Кльвув (гміна)
Гміна Кльвув (пол. Gmina Klwów) — сільська гміна у центральній Польщі. Належить до Пшисуського повіту Мазовецького воєводства.
Станом на 31 грудня 2011 у гміні проживало 3505 осіб.

## Площа
Згідно з даними за 2007 рік площа гміни становила 90.46 км², у тому числі:
- орні землі: 73.00%
- ліси: 21.00%

Таким чином, площа гміни становить 11.30% площі повіту.

## Населення
Станом на 31 грудня 2011:
| Опис     | Загалом | Загалом | Чоловіки | Чоловіки | Жінки | Жінки |
| -------- | ------- | ------- | -------- | -------- | ----- | ----- |
| одиниця  | осіб    | %       | осіб     | %        | осіб  | %     |
| все      | 3505    | 100     | 1745     | 49.79    | 1760  | 50.21 |
| міське   | 0       | 100     | 0        |          | 0     |       |
| сільське | 3505    | 100     | 1745     | 49.79    | 1760  | 50.21 |

## Сільські округи
1. Борова-Воля
2. Бжескі
3. Дронжно
4. Глушіна
5. Кадзь
6. Кльвув
7. Клудно
8. Лігензув
9. Нови-Свят
10. Подчаша-Воля
11. Пшісталовіце-Дуже
12. Пшісталовіце-Дуже-Колєня
13. Сади-Колєня
14. Сульгостув
15. Улюв
16. Улюв-Колєня

## Сусідні гміни
Гміна Кльвув межує з такими гмінами: Висьмежиці, Нове-Място-над-Пилицею, Одживул, Потворув, Русінув.